# Moritz Breidenbach
Moritz Wilhelm August Breidenbach (* 13. November 1796 in Offenbach am Main; † 2. April 1857 in Darmstadt) war ein hessischer Beamter und ehemaliger Abgeordneter der 2. Kammer der Landstände des Großherzogtums Hessen.

## Familie
Moritz Breidenbach war der Sohn des fürstlich ysenburgischen Hof- und Kammerrates Wolf Breidenbach und dessen Frau Merle Marianne Jeanette geborene Frankfurter (1768–1829). Sein Bruder Julius Eduard Wilhelm Breidenbach wurde am 1. November 1837 in den Adelsstand erhoben. Moritz Breidenbach heiratete Josephine Julia geborene Neustetel (* 28. März 1797 in Offenbach). Von seinen Kindern war Theodor Breidenbach (1822–1851) Assessor am Hofgericht Darmstadt und Otto Breidenbach (1826–1889) Rechtsanwalt in Darmstadt.
Moritz Breidenbach war Jude. Am 25. Juni 1829 wurde er in Bessungen evangelisch getauft.

## Ausbildung und Beruf
Er besuchte das Gymnasium in Frankfurt und studierte von 1814 bis 1817 auf der Universität Heidelberg Rechtswissenschaft, das er 1817 mit der Promotion zum Dr. jur. abschloss. Allerdings blieb er 1818 noch auf der Universität Göttingen.
Er wurde 1820 Regierungs- und Hofgerichtssekretariatsakzessist in Darmstadt. 1831 war er zunächst Fiskalanwalt beim Ministerium des Innern und trat im gleichen Jahr in das Ministerium ein. Dort wurde er 1836 Ministerialrat. 1835 fungierte er als Landtagskommissar der Regierung bei den 7. Landständen des Großherzogtums Hessen. 1848 wurde er Mitglied im Staatsrat des Großherzogtums Hessen, aber in Folge der Märzrevolution von 1848 pensioniert. Im September 1849 kehrte er als Oberstudiendirektor zurück und verblieb in dieser Stellung bis zu seinem Tod.

## Politik
In der 14. Wahlperiode (1851–1856) war Moritz Breidenbach Abgeordneter der zweiten Kammer der Landstände des Großherzogtums Hessen. In den Landständen vertrat er den Wahlbezirk Starkenburg 1/Darmstadt.